# 70 Ophiuchi

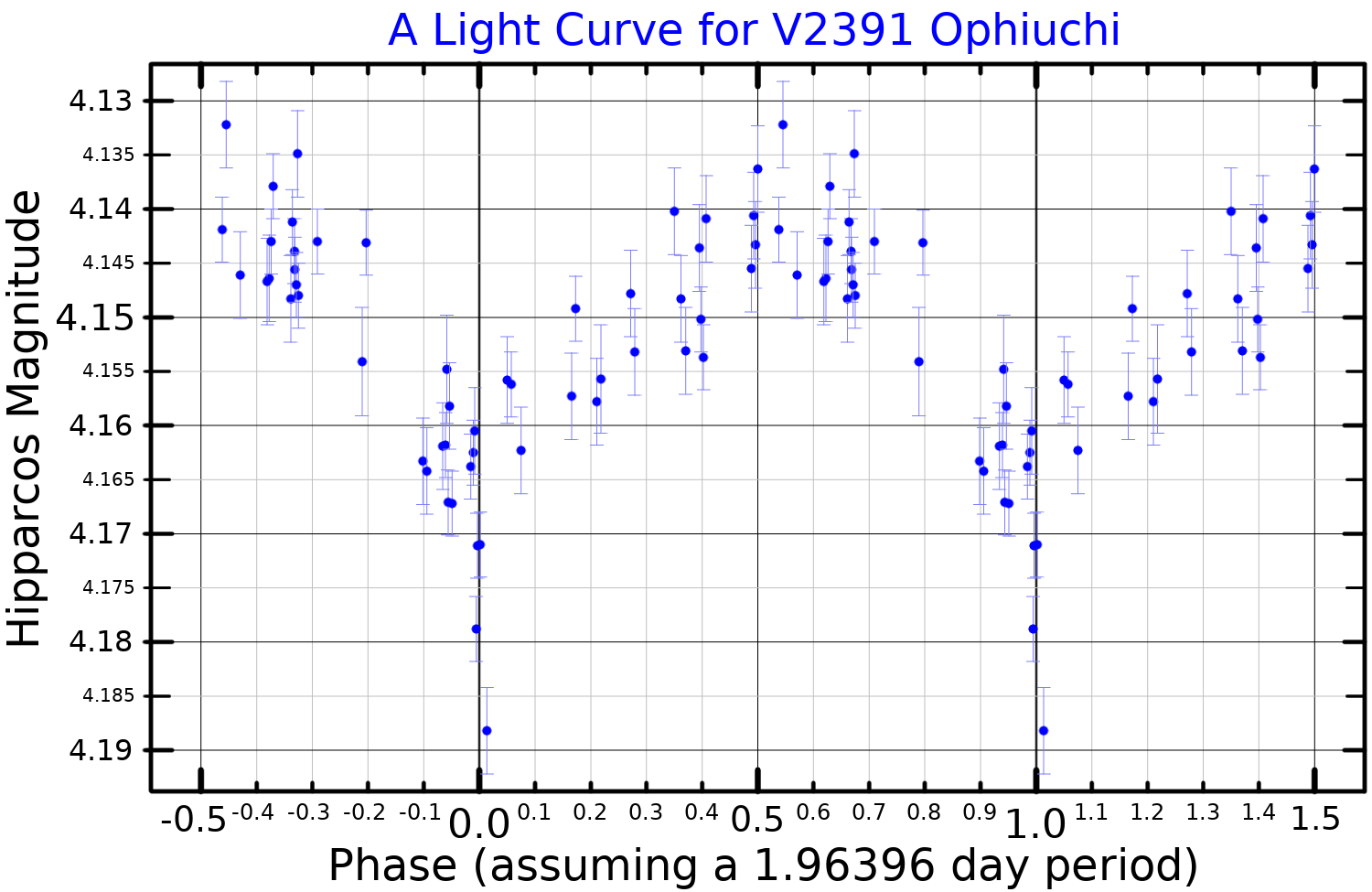
Lichtkromme van 70 Oph

70 Ophiuchi is een dubbelster in het sterrenbeeld Slangendrager van twee oranje dwergen.

## ontdekking
Dit stelsel wordt voor het eerst door William Herschel in de tweede helft van de 18e eeuw vermeld. Herschel dacht al aan een binair systeem met twee sterren.